# Santería

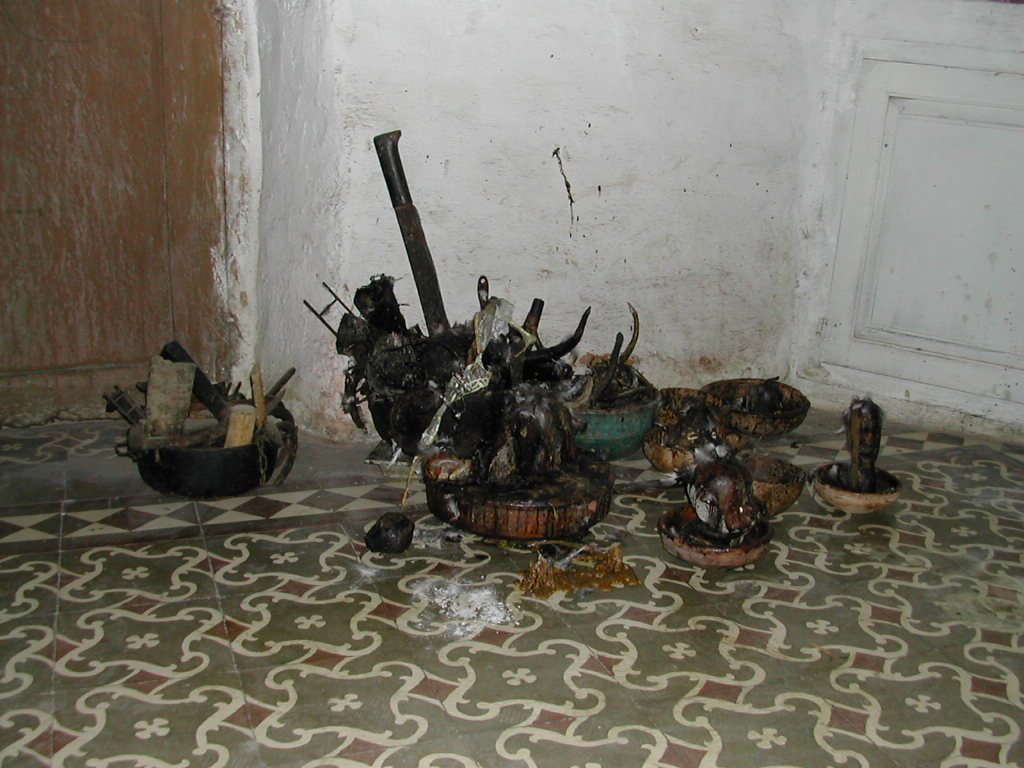
Een offer gebracht door een santería-priester, met o.a. een geitenhoofd, veren en bloed

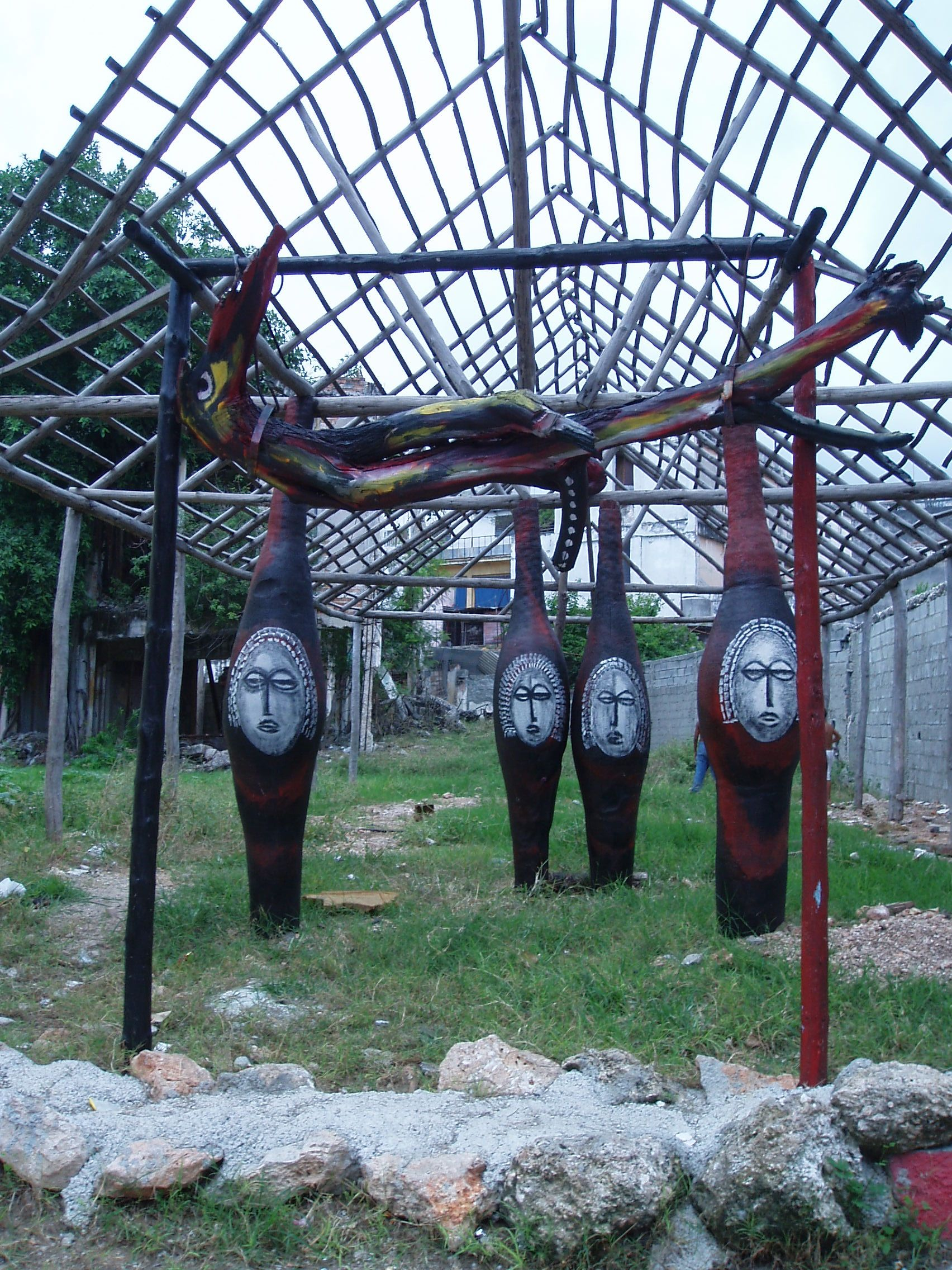
Santería-cultusplaats in Hababa

Santería (ook wel Lukumí, Lucumí of Regla de Ocha) is een syncretische religie die op Cuba en Puerto Rico wordt gepraktiseerd. Vrij vertaald uit het Spaans betekent Santería heiligenverering. De religie is een samensmelting van hoofdzakelijk rooms-katholicisme en de Yorùbáreligie, de traditionele verering van de orisha's door de Yorùbá. Vooral in de Afro-Cubaanse gemeenschap viert de religie hoogtij, maar tegenwoordig zijn niet alleen Afro-Cubanen ingewijd in de santería maar vaak ook gekleurde en blanke Cubanen en Porto Ricanen. Veel elementen van de religie zijn in de loop der tijd verweven geraakt met het dagelijkse leven.
Tijdens de ceremonies of bembé, die meestal in het geheim worden gehouden, kunnen de deelnemers – door muziek (batá) en dans – in trance geraken. Men gelooft dat hun lichaam dan wordt overgenomen door een orisha.

## Geschiedenis van de santería
In de Spaanse koloniën was het de slaven verboden hun traditionele religie te behouden en de Spanjaarden dwongen de slaven om zich te bekeren tot het rooms-katholicisme. Om toch vast te kunnen houden aan hun eigen religie, begonnen de slaven hun belangrijkste god, die zij als schepper beschouwden (Olorun of Olodumare), te identificeren met God, en geesten en andere bovennatuurlijke wezens (orisha's) te identificeren met engelen en katholieke heiligen. Zelf worden de orisha's nadrukkelijk niet beschouwd als goden, maar vertegenwoordigen ze elk een verschillend aspect van de oppergod.
De term lukumí - van het Yorùbá-woord oluku mí - betekent mijn vriend en is in Cuba de benaming voor afstammelingen van Yorùbá-slaven, hun muziek en dans en tevens het Yorùbá-dialect dat wordt gesproken tijdens de ceremonies. De term wordt echter van oudsher al gebruikt als benaming voor het Yorùbávolk – de term Yorùbá wordt pas sinds een aantal decennia gebruikt. Zowel de Yorùbá uit West-Afrika als hun afstammelingen in de diaspora gebruiken de term Lukumí tegenwoordig nog.
In veel landen in de Nieuwe Wereld waar slaven van Yorùbá-origine heen zijn gebracht, zijn soortgelijke religies ontstaan, zoals candomblé in Brazilië.